# Xerosecta giustii
Xerosecta giustii es una especie de molusco gasterópodo de la familia Hygromiidae en el orden de los Stylommatophora. La otra especie perteneciente al género Xerosecta es Xerosecta adolfi. Nombrada en honor a Folco Giusti, como reconocimiento a su labor docente.

## Morfología[2]
Serie tipo: Holotipo  de Boccheggiano (Boccheggiano, Grosseto), 32TPN67, recolectado por G.M. el 16.2.91, en la colección malacológica del Museo de Zoología de la Universidad de Florencia (MZUF n.º 6734).
Localidad tipo: Boccheggiano (Boccheggiano, Grosseto, Italia), 32TPN67.
La especie se distingue fácilmente de todas las demás. 
- Concológicamente: su concha es de tamaño medio, subglobosa a deprimida, robusta, usualmente opaca, cerosa, de color gris uniforme a gris blanquecino.
- Anatómicamente:  sus genitales son típicos de las especies, pero con un atrio genital voluminoso que contiene una gran estructura en forma de cresta.

## Distribución geográfica y ecología
Es endémica de las Colline Metallifere, en el sur de la Toscana, Italia. 
La única población conocida habita un sitio con vegetación de garriga sobre terreno kárstico que no supera una hectárea de extensión. Se encuentra en el suelo, bajo piedras, en paredes rocosas, así como sobre ramas de arbustos y tallos de hierba.